# Pacific Light Cable Network
Il Pacific Light Cable Network (PLCN) è un cavo sottomarino in fibra ottica che inizialmente doveva collegare Los Angeles ad Hong Kong. I lavori di costruzione sono stati avviati nel 2016 ed il loro termine era inizialmente previsto per l'estate 2018 da parte delle società statunitensi Google, Facebook-Meta, TE SubCom (al tempo posseduta dalla svizzero-statunitense TE Connectivity, dal 2018 di proprietà del statunitense Cerberus Capital Management) e dalla cinese Pacific Light Data Communication Co. Ltd.
Il cavo, lungo circa 13000 km, ha una capacità trasmissiva stimata di 144 Tbit/s (contro i 120 Tbit/s inizialmente previsti). Nelle intenzioni iniziali si sarebbe trattato  del primo sistema di cavi sottomarini in fibra ottica a interconnettere direttamente Hong Kong e gli Stati Uniti. La tecnologia trasmissiva, sviluppata da SubCom, avrebbe impiegato per la prima volta sia la banda C (1530 - 1565 nm) che quella L  (1565 - 1625 nm) delle frequenza infrarosse, aumentando sensibilmente la capacità trasmissiva. Delle sei coppie di cavi ottici una sarebbe stata di proprietà di Google, una di Facebbok e quattro di Pacific Light Data Communication.
Nel giugno 2020, pur essendo il cavo già posato, la Commissione federale per le comunicazioni ha deciso di negare, per motivi di sicurezza, l'autorizzazione alla sua attivazione alle connessioni possedute dall'azienda cinese e, parzialmente, a quelle statunitensi. Queste ultime hanno ritirato la richiesta, riproponendola nell'agosto di quell'anno come limitata alla connettività verso Taiwan e le Filippine (ipotesi già ventilata alcuni mesi prima, al sorgere dei primi dubbi sulla possibilità di ottenre il permesso per Hong Kong). Il comitato della Commissione federale per le comunicazioni ha fatto notare che le buone prestazioni del collegamento avrebbero potuto renderlo preferenziale per le connessioni tra la costa est degli USA e l’Asia, con però il rischio di far proseguire i dati ivi convogliati su successive tratte controllate dal governo cinese La richiesta, così modificata, è stata poi approvata nel gennaio 2022. Google e Meta hanno annunciato l'intenzione di prolunguare la loro parte di infrastruttura verso l'Indonesia, Singapore ed il Vietnam, per poter diversificare le connessioni verso il continente asiatico.
Questa decisione è stata vista da più parti come conseguenza del raffreddamento dei rapporti tra la presidenza Trump e il governo cinese e delle conseguenti accuse, mosse dagli Stati Uniti, di impiegare la tecnologia prodotta in Cina per portare avanti operazioni di spionaggio.
Nel febbraio 2022 il gruppo cinese Dr. Peng Telecom & Media Group Co., Ltd., proprietario della Pacific Light Data Communication Co. Ltd, ha ceduto la stessa alla statunitense Meister United LLC.

## Le città cablate
- El Segundo, California, Stati Uniti d'America
- Baler, Filippine
- Toucheng, Taiwan
- Deep Water Bay, Hong Kong (non attivo)